# Olympische Sommerspiele 1936/Schwimmen – 4 × 200 m Freistil (Männer)
Die 4-mal-200-Meter-Freistilstaffel der Männer bei den Olympischen Spielen 1936 in Berlin wurde am 10. und 11. August ausgetragen. Olympiasieger wurde die japanische Staffel mit Yusa Masanori, Sugiura Shigeo, Taguchi Masaharu und Arai Shigeo, die im Finale eine Weltrekordzeit schwamm. Silber ging an die US-Amerikaner und Bronze an Ungarn.

## Rekorde
Vor Beginn der Olympischen Spiele waren folgende Rekorde gültig.
| Weltrekord         | 8:52,2 min | Japan | Tokio, Japan                    | 19. August 1935 |
| Olympischer Rekord | 8:58,4 min | Japan | Los Angeles, Vereinigte Staaten | 9. August 1932  |

Folgende neue Rekorde wurden aufgestellt:
| Weltrekord         | 8:51,5 min | Japan | Finale       |
| Olympischer Rekord | 8:56,1 min | Japan | Halbfinale 3 |

## Ergebnisse

### Halbfinale
Das Halbfinale wurde am 10. August ausgetragen. Die ersten zwei Staffeln eines jeden Laufs sowie die zwei zeitschnellsten dritten Staffeln qualifizierten sich für das Finale.
Halbfinale 1
| Rang | Nation       | Athleten                                                                           | Zeit        | Anm. |
| ---- | ------------ | ---------------------------------------------------------------------------------- | ----------- | ---- |
| 1    | Frankreich   | René Cavalero Alfred Nakache Christian Talli Jean Taris                            | 9:21,7 min  | QQ   |
| 2    | Kanada       | Munroe Bourne Robert Hamerton Robert Hooper Robert Pirie                           | 9:40,0 min  | QQ   |
| 3    | Brasilien    | Aluizio Lage Leônidas da Silva Manoel Villar Isaac Morais                          | 9:42,5 min  |      |
| 4    | Philippinen  | Jikirum Adjaluddin Arsad Alpad Nils Christiansen José Obial                        | 9:45,8 min  |      |
| 5    | Bermuda      | Edmund Cooper Leonard Spence Dudley Spurling John Young                            | 10:50,5 min |      |
| 6    | Griechenland | Richardos Brousalis Spyridon Mavrogiorgos Panagiotis Provatopoulos Angelos Vlachos | 10:51,0 min |      |

Halbfinale 2
| Rang | Nation             | Athleten                                                                   | Zeit        | Anm. |
| ---- | ------------------ | -------------------------------------------------------------------------- | ----------- | ---- |
| 1    | Vereinigte Staaten | Ralph Gilman Charles Hutter Jack Medica Paul Wolf                          | 9:10,4 min  | QQ   |
| 2    | Ungarn             | Oszkár Abay-Nemes Ferenc Csik Ödön Gróf Árpád Lengyel                      | 9:20,8 min  | QQ   |
| 3    | Großbritannien     | Mostyn Ffrench-Williams Romund Gabrielsen Robert Leivers Norman Wainwright | 9:30,8 min  | qq   |
| 4    | Dänemark           | Poul Petersen Jørgen Jørgensen Aage Hellstrøm John Christensen             | 9:39,6 min  |      |
| 5    | Österreich         | Herbert Hnatek Franz Seltenheim Edmund Pader Günther Zobernig              | 10:58,4 min |      |
| 6    | Luxemburg          | Norbert Franck Pierre Hastert Marcel Neumann Georges Tandel                | 10:59,8 min |      |
|      | Polen              | Kazimierz Bocheński Helmut Barysz Joachim Karliczek Ilja Szrajbman         | DSQ         |      |

Halbfinale 3
| Rang | Nation          | Athleten                                                         | Zeit        | Anm.     |
| ---- | --------------- | ---------------------------------------------------------------- | ----------- | -------- |
| 1    | Japan           | Arai Shigeo Sugiura Shigeo Taguchi Masaharu Yusa Masanori        | 8:56,1 min  | QQ, (OR) |
| 2    | Deutsches Reich | Helmut Fischer Hermann Heibel Wolfgang Heimlich Werner Plath     | 9:21,4 min  | QQ       |
| 3    | Schweden        | Björn Borg Sten-Olof Bolldén Sven-Pelle Pettersson Gunnar Werner | 9:35,3 min  | qq       |
| 4    | Jugoslawien     | Draško Vilfan Tone Gazzari Zmaj Defilipis Anton Cerer            | 9:40,3 min  |          |
| 5    | Ägypten         | Higazi Said Ibrahim Fadl Mahmoud Kadri Zaki Saad al-Dine         | 10:05,3 min |          |

### Finale
11. August 1936
| Rang | Nation             | Athleten                                                                   | Zeit            |
| ---- | ------------------ | -------------------------------------------------------------------------- | --------------- |
| 1    | Japan              | Yusa Masanori Sugiura Shigeo Taguchi Masaharu Arai Shigeo                  | 8:51,5 min (WR) |
| 2    | Vereinigte Staaten | Ralph Flanagan John Macionis Paul Wolf Jack Medica                         | 9:03,0 min      |
| 3    | Ungarn             | Árpád Lengyel Oszkár Abay-Nemes Ödön Gróf Ferenc Csik                      | 9:12,3 min      |
| 4    | Frankreich         | Alfred Nakache Christian Talli René Cavalero Jean Taris                    | 9:18,2 min      |
| 5    | Deutsches Reich    | Werner Plath Hermann Heibel Wolfgang Heimlich Helmut Fischer               | 9:19,0 min      |
| 6    | Großbritannien     | Mostyn Ffrench-Williams Romund Gabrielsen Robert Leivers Norman Wainwright | 9:21,5 min      |
| 7    | Kanada             | Munroe Bourne Robert Hamerton Robert Hooper Robert Pirie                   | 9:27,5 min      |
| 8    | Schweden           | Björn Borg Sten-Olof Bolldén Sven-Pelle Pettersson Gunnar Werner           | 9:37,5 min      |